# Amorolfine
Amorolfine (hoặc amorolfin), là một loại thuốc chống nấm morpholine có tác dụng ức chế Δ14 -sterol reductase và cholestenol-isomerase, làm cạn kiệt ergosterol và làm cho ignosterol tích tụ trong màng tế bào nấm. Được bán trên thị trường như Curanail, Loceryl, Locetar và Odenil, amorolfine thường có sẵn ở dạng sơn móng tay, chứa 5% amorolfine hydrochloride là thành phần hoạt chất. Nó được sử dụng để điều trị bệnh nấm móng (nhiễm nấm ở ngón chân và móng tay). Amorolfine 5% sơn móng tay trong các ứng dụng một lần một tuần hoặc hai lần một tuần đã được chứng minh trong hai nghiên cứu có hiệu quả từ 60% đến 71% trong điều trị bệnh nấm móng chân; tỷ lệ chữa khỏi hoàn toàn ba tháng sau khi ngừng điều trị (sau sáu tháng điều trị) là 38% và 46%. Tuy nhiên, chi tiết thử nghiệm đầy đủ của các thử nghiệm này không có sẵn và kể từ khi chúng được báo cáo lần đầu tiên vào năm 1992, không có thử nghiệm nào sau đó.
Nó là một giải pháp tại chỗ để điều trị nhiễm trùng móng chân. Phương pháp điều trị toàn thân có thể được coi là hiệu quả hơn.
Nó được chấp thuận để bán không cần đơn tại Úc, Brazil, Nga và Anh, và được chấp thuận để điều trị nấm móng chân theo toa ở các nước khác. Nó không được chấp thuận để điều trị bệnh nấm móng ở Hoa Kỳ hoặc Canada, nhưng có thể được đặt hàng từ đó qua thư từ các quốc gia khác.